# Liste des chapitres de Sekirei

Cet article liste les tomes et chapitres du manga Sekirei, publiés en japonais par Square Enix

## Liste des volumes
| no | Japonais         | Japonais          |
| no | Date de sortie   | ISBN              |
| --- | ---------------- | ----------------- |
| 1 | 25 juin 2005     | 978-4-7575-1457-7 |
| Liste des chapitres : - Sekirei (セキレイ) - Plumes de Lumière (光ノ羽, Hikari no hane) - Cité en Flammes (萌す帝都, Mozasu machi) - 001. Une Fille au Clair de Lune (月空の乙女, Gekkū no otome) - 002. Arrivée à la Nouvelle Maison (新屋ノ扉, Shin oku no tobira) - 003. Musubi (結) - 004. La Fille Verte (緑ノ少女, Midori no shōjo) - 005. En Rêve (夢ノ中, Yume no naka) |                  |                   |
| 2 | 25 octobre 2005  | 978-4-7575-1553-6 |
| Liste des chapitres : - 006. Un Homme Charmant (二番目ノ男, Nibanme no otoko) - 007. Un Appel (ヨビゴエ, Yobigoe) - 008. Rencontre Imprévue (邂逅, Kaikō) - 009. Conclusion (決着, Kecchaku) - 010. Avoir ses Ailes (羽化, Uka) - 011. Discussion sur les Sekireis (鶺鴒閑話, Sekirei kanwa) - 012. Près de Moi (僕ノ傍ニ, Boku no soba ni) - 013. Yukari Attaque (妹, 襲来, Yukari, shūrai) - 014. La Situation de Tous (其其ノ事情, Sorezore no jijō) - 015. L’Histoire de l'Auberge Izumo (出雲荘奇談, Izumo-sō kidan) - 016. Ange Blanc (博衣ノ鶺鴒, Hakui no tenshi) |                  |                   |
| 3 | 25 mai 2006      | 978-4-7575-1684-7 |
| Liste des chapitres : - 017. La Sekirei Noire (黒ノ鶺鴒, Kuro no sekirei) - 018. Ciel du Commencement (始マリノ空, Hajimari no sora) - 019. Promesse (約束, Yakusoku) - 020. La Sekirei de l'Eau (水ノ鶺鴒, Mizu no sekirei) - 021. Magnifique Tsukiumi (月海絢爛, Tsukiumi kenran) - 022. Ma Sekirei (オレノセキレイ, Ore no sekirei) - 023. Sekirei, Porte-toi Bien (鶺鴒, 寿グ, Sekirei, kotohogu) - 024. Guerre des Fleurs à l'Auberge Izumo (出雲荘花軍, Izumo-sō hana ikusa) - 025. EXTRA - La Situation de Sahashi Yukari (佐橋妹ノ場合1, Sahashi Yukari no baai ichi) - 026. EXTRA - La Situation de Sahashi Yukari 2 (佐橋妹ノ場合2, Sahashi Yukari no baai ni) - 027. EXTRA - La Situation de Sahashi Yukari 3 (佐橋妹ノ場合3, Sahashi Yukari no baai san) |                  |                   |
| 4 | 25 janvier 2007  | 978-4-7575-1933-6 |
| Liste des chapitres : - 028. Danse des Sekirei (鶺鴒舞踊, Sekirei buyō) - 029. L’Ombre des Ténèbres (闇ノ影, Yami no kage) - 030. Tout ce que je Peux Faire Pour Toi (君ノ為ニデキルコト, Kimi no tame ni dekiru koto) - 031. Sekirei No. 95 (鶺鴒番號九十五番, Sekirei bangō kyū-jū-go-ban) - 032. Sekirei du Vent (風ノ鶺鴒, Kaze no sekirei) - 033. Pourquoi je ne me Bat pas (不戦ノ理由, Tatakawazu no riyū) - 034. Une Capitale Barricadée (閉ジタ帝都, Tojita teito) - 035. Voile et Vent (比礼ト風, Hire to kaze) - 036. Deux Personnes un Jour de Neige (雪ノ日ニ二人, Yuki no hi ni futari) - 037. L’État de la Capitale (帝都ノ事情, Teito no jijō) - 038. Détection du Sceau Sekirei (鶺鴒紋, 反応ス, Sekirei mon, han'nōsu) |                  |                   |
| 5 | 25 juillet 2007  | 978-4-7575-2051-6 |
| Liste des chapitres : - 039. Dernière Nuit, Nuit d'Echappée (脱出前夜, Dasshutsu zen'ya) - 040. En Route vers le Bonheur (幸福ノ方向, Shiawase no hōkō) - 041. Escouade Disciplinaire (懲罰部隊, Chōbatsu butai) - 042. Sekirei Rouge, Sekirei Bleue (緋ト蒼ノ鶺鴒, Aka to ao no sekirei) - 043. Dieux Tout-puissants! (チハヤブル!, Chihayaburu!) - 044. La Lumière d'un Norito (祝詞ノ光, Norito no hikari) - 045. Une Grande Lune (浩然ノ月, Kōzen no tsuki) - 046. Disparition du Sceau Sekirei (鶺鴒紋, 消失, Sekirei mon, shōshitsu) - 047. Retournement de Situation (廻天, Kaiten) - EXTRA Sekirei Onsen (鶺鴒温泉, Sekirei onsen) |                  |                   |
| 6 | 25 mars 2008     | 978-4-7575-2243-5 |
| Liste des chapitres : - 048. La Sekirei du destin (縁ノ鶺鴒, Enishi no sekirei) - 049. La Réponse du Vent (風ノ答エ, Kaze no erai) - 050. Promesse de Réouverture (再開ノ約束, Saikai no yakusoku) - 051. Le Rivage Secret (秘密ノ岸辺, Himitsu no kishibe) - 052. Dignité Masculine (男ノ矜持, Otoko no kyōji) - 053. Ciel du Serment (約束ノ空, Yakusoku no sora) - 054. Longue Marche (永イ散歩, Nagai sanpo) - 055. Les Flammes du Démon (悪夢ノ炎, Akumu no honō) - 056. Le Dernier (最後の壱羽, Saigo no ichiwa) - EXTRA Sekireis à la Plage (鶺鴒海水浴, Sekirei kaisui yoku) |                  |                   |
| 7 | 25 juillet 2008  | 978-4-7575-2329-6 |
| Liste des chapitres : - 057. Réaction en Chaine (螺旋ノ反応, Rasen no han'nō) - 058. Signes de Conflit (争イノ萌芽, Arasoi no hōga) - 059. Chaos dans la Capitale (混沌ノ帝都, Konton no teito) - 060. L’Approbation de la Femme (本妻、承認ス, Honsai, shōnin) - 061. Des Sentiments Naturels (アタリマエノキモチ, Atarimae no kimochi) - 062. Une Présence Désirée (懐カシイ影, Natsukashii kage) - 063. Sekirei du Feu (炎ノ鶺鴒, Honō no Sekirei) - 064. Les Voix des Compagnons (仲間達ノ声, Nakama-tachi no koe) - 065. Le Son qui Peut Faire Fondre un Cœur Brisé (胸ノ痛ミノ溶ケル音, Mune no itami no tokeru oto) - EXTRA Examen Médical Sekirei (鶺鴒診断, Sekirei shindan) |                  |                   |
| 8 | 25 février 2009  | 978-4-7575-2498-9 |
| Liste des chapitres : - 066. La Forme de l'Ame (魂ノカタチ, Tamashii no katachi) - 067. Annonce de Mariage (婚グ言葉, Kunagu kotoba) - 068. Ton Ashikabi (キミノアシカビ, Kimi no ashikabi) - 069. Une Histoire lointaine (遠イ物語, Tōi monogatari) - 070. Ashikabi captive (囚ワレノ葦牙, Toraware no ashikabi) - 071. La Détermination d'un Ashikabi (葦牙ノ覚悟, Ashikabi no kakugo) - 072. L'Invasion de l'Ile Kamikura (神座島侵攻, Kamikura-shima shinkō) - 073. Maître des Jeux (遊戯創造主, GĒMU MASUTĀ) - 074. Le Troisième Stade (第参段階, Daisan dankai) - 075. Le Trésor des Dieux (神代ノ宝, Jindai no takara) - EXTRA Sekirei☆Halloween☆Parade (セキレイ☆ハロウィン☆パレイド, Sekirei HAROVIN PAREIDO) - EXTRA Yukata Villa (ユカタビラ, Yukata BIRA) |                  |                   |
| 9 | 25 décembre 2009 | 978-4-7575-2757-7 |
| Liste des chapitres : - 076. Sanada de l'Ouest (西ノ真田, Nishi no Sanada) - 077. Compétition (争奪戦, Sōdatsusen) - 078. Conclusion du Premier Match (第壱回戦, 決着, Daiikkaisen, kecchaku) - 079. Souvenirs Oubliés (古ノ記憶, Inishie no kioku) - 080. Second Match (第二回戦, Daini kaisen) - 081. Abus Céleste, la Signification du Bonheur (呵責ノ空, 幸福ノ定義, Kashaku no sora, kōfuku no teigi) - 082. Toi qui est Très Loin (想フ君遠クニ在リテ, Omofu kimi tōku ni arite) - 083. Ashikabi du Nord (北ノ葦牙, Kita no ashikabi) - 084. Appel (コール, KŌRU) - 085. Les Participants (参加者達, Sankasha-tachi) - 086. Que le troisième match commence ! (第参回戦開始!, Daisan Kaisen Kaishi) - EXTRA L'Effroyable Ajusteuse (戦慄ノ調整者, Senritsu no chōseisha)                                                                                                  |                  |                   |
| 10 | 25 juin 2010     | 978-4-7575-2914-4 |
| Liste des chapitres : - 087. Eau et Feu (水ト炎, Mizu to Honō) - 088. Le Norito du Feu (炎ノ祝詞, Honō no Norito) - 089. Le Destin et leurs Serments (誓約ノ行方, Seiyaku no Yukue) - 090. Ashikabi Inquiet (渦中ノ葦牙, Kachū no Ashikabi) - 091. Contre l'Escouade Disciplinaire (vs懲罰部隊, vs Chōbatsu Butai) - 092. Bataille Offensive-Défensive (攻防ノ戦イ, Kōbō no Tatakai) - 093. Ombre Noire (黒ノ影, Kuro no Kage) - 094. Norito de l'Eau (水ノ祝詞, Mizu no Norito) - 095. Le Second Jinki (二ツ目ノ神器, Futatsume no Jinki) - 096. Paysage Distant (遠イ風景, Tōi Fūkei) - EXTRA Détour par les bains en plein air! (鶺鴒温泉☆弐 露天でドッキリノ巻, Sekirei onsen, ni roten de dokkiri no maki) |                  |                   |
| 11 | 25 décembre 2010 | 978-4-7575-3105-5 |
| Liste des chapitres : - 097. L'Ashikabi du Nord Passe à l'Action (北ノ葦牙, 動ク, Kita no Ashikabi, Ugoku) - 098. L'Ashikabi du Voile (比礼ノ葦牙, Hire no Ashikabi) - 099. Les Ailes de Souhi (雙飛ノ翼, Sōhi no Tsubasa) - 100. L'Ancient Propriétaire (古ノ所有者, Inishie no shoyūsha) - 101. Lueur d'espoir (希望ノ灯火, Kibō no motoshibi) - 102. Le démon des souvenirs (追憶ノ悪魔, Tsuioku no akuma) - 103. Le drapeau de la contre-attaque (反撃ノ旗, Hangeki no hata) - 104. La voix d'un ami (仲間ノ声, Nakama no koe) - 105. Proches et amis (ダイスキナヒトノダイスキナトモダチ, Daisuki na hito no daisuki na tomodachi) - 106. Retour à la maison (オカエリナサイ, Okaerinasai) - 107. Un endroit où tu reviendra un jour (イツカ帰ル場所, Itsuka kaeru basho) - EXTRA Vive la petite taille de Kusano ! (くさののちっちゃいまつり, Kusano no chicchai matsuri) |                  |                   |
| 12 | 25 octobre 2011  | 978-4-7575-3397-4 |
| Liste des chapitres : - 108. Le choix du démon (悪魔ノ選択, Akuma no sentaku) - 109. 彼方ノ希望 (Kanata no hikari) - 110. 彼女達ノ帰還 (Kanojo-tachi no kikan) - 111. 白翼ノ誓約 (Hakuyoku no seiyaku) - 112. 原初ノ葦牙 (Gensho no Ashikabi) - 113. 古ノ血 (Inishie no chi) - 114. 奇魂ノ行方 (Kushimitama no yukue) - 115. 決意の翼 (Ketsui no tsubasa) - 116. 再開 (Saikai) - 117. 三人ノ葦牙 (San'nin no Ashikabi) - 118. 第四回戦 (Dai-yon Kaisen) - 119. 混沌ノ蛩音 (Konton no Kyōon) - EXTRA 黒ノ世界ノ物語 (Kuro no Sekai no Monogatari) |                  |                   |
| 13 | 25 juillet 2012  | 978-4-7575-3674-6 |
| Liste des chapitres : - 120. 最終戦規則 (aishū sen kisoku) - 121. 鶺鴒表明 (Sekirei Hyōmei) - 122. ソレゾレノネガイ (Sorezore no negai) - 123. 乱戦ノ船上 (Ransenno senjō) - 124. No. 87 - 125. 悪魔ト死神 (Akuma to Shinigami) - 126. 遊戯外遊戯 (Yūgi Gai Yūgi) - 127. 東ト南 (Higashi to Minami) - 128. 再会ノ旧懲罰 (Saikai no Kyū Chōbatsu) - 129. 強サノ行方 (Tsuyo Sano Yukue) - 130. 鶺鴒ノ矜持 (Sekirei no Kyōji) - 131. 再会ノ船上 (Saikai no Senjō) - EXTRA ボクノセキレイ/南編 (Boku no Sekirei/Minami-hen) |                  |                   |
| 14 | 25 mars 2013     | 978-4-7575-3909-9 |
| Liste des chapitres : - 132. 最後ノ神器 (Saigo no Jinki) - 133. 第参段階完了 (Dai San Dankai Kanryō) - 134. 幕間ノ空 (Makuma no Sora) - 135. 葦牙ト鶺鴒（一） (Ashikabi to Sekirei (ichi)) - 136. 葦牙ト鶺鴒（二） (Ashikabi to Sekirei (ni)) - 137. 空ノ神座 (Sora no Shinza) - 138. 最初の気持 (Saisho no Kimochi) - 139. 昔語 (Mukashigatari) - 140. 下天ノ島 (Geten no Shima) - 141. 上陸 (Jōriku) - EXTRA 出雲荘ノ花嫁 (Izumo-sō no Hanayome) - EXTRA 祝ノ日 (Iwai no Hi) |                  |                   |
| 15 | 25 novembre 2013 | 978-4-7575-4142-9 |
| Liste des chapitres : - 142. 八人目ノ葦牙 (Hachi-Nin-me no Ashikabi) - 143. ステージ２ (Sutēji 2) - 144. 血塗レイ羽 (Chinu Rei Hane) - 145. 或ル葦牙の場合 (Aru Ashikabi no Baai) - 146. 結ブ手結ブ絆 (Musubu Te Musubu Kizuna) - 147. キズナノチカラ (Kizuna no Chikara) - 148. 繋がる心念 (Tsunagaru Kokoro) - 149. 恋魂荒魂 (Koi Mitama Ara Mitama) - 150. 鶺鴒ノ女王 (Sekirei no Joō) - 151. 策士ト脳筋 (Sakushi to Nōsuji) - 152. カクシダマ (Kakushidama) |                  |                   |
| 16 | 25 juin 2014     | 978-4-7575-4312-6 |
| Liste des chapitres : - 153. 南ノコワイセキレイ (Minami no Kowai Sekirei) - 154. 私ヲ呼ブアナタノ声 (Watashi o Yobu Anata no Koe) - 155. 氷羽魔ウ空 (Kōri no Hane ma u Sora) - 156. 葦牙ノ資格 (Ashikabi no Shikaku) - 157. 持ツ者、持タザル者 (Motsumono, Motazarumono) - 158. 本気ノ戦イノ行方 (Honki no Tatakai no Yukue) - 159. 神蔵島ノ深淵ノ中 (Kamikura-Jima No Shin'en No Naka) - 160. 人ハ人ヲ知リテ人ト菜リ、鶺鴒ハ愛ヲ知リテ鶺鴒ト菜ル (Hito Ha Hito O Shirite Hito Tonari, Sekirei Ha Ai O Shirite Sekirei Tonaru) - 161. アナタノマエニタツノハ (Anata no Maeni Tatsunoha) - 162. 天空カラノ光 (Tenkū Kara no Hikari) - 163. 紅イ花、蒼イ花 (Akai Hana, Aoi Hana) |                  |                   |
| 17 | 25 mars 2015     | 978-4-7575-4549-6 |
| Liste des chapitres : - 164. 集結ノ帝都 (Shūketsu no teito) - 165. 第四次神座島侵攻 (Dai Yonji Kanza tō Shinkō) - 166. 第四次神座島侵攻 (Ten o Saku Hikari) - 167. 海ヲ呑ム祝詞 (Umi o Nomu Norito) - 168. 葦牙ノ理 (Ashikabi no Ri) - 169. 光ノ羽持ツ者達 (Hikari no hane ji Monotachi) - 170. 豊葦原ノ島 (Toyoashihara no Shima) - 171. ヒカリ、サザメク (Hikari, sazameku) - 172. 虚ロノ地,絆ノ始マリ (Kyo ro no ji, kizuna no hajime mari) - 173. 死神ノ羽 (Shinigami no hane") - 174. ワタシノ矜持ノモトニ (Watashino kyōji nomotoni) - 175. 乙女、爆閃 (Otome bakusen) - 176. Jinki Overload |                  |                   |
| 18 | 24 octobre 2015  | 978-4-7575-4772-8 |
| Liste des chapitres : - 177. 佐橋皆人ノ選択 (Satoshi Minato no sentaku) - 178. ネガイ、ノセテ (Negai, nosete) - 179. 嵩天へ! (Sūten e!) - 180. 最後ノ一人ト一羽 (サイゴ ノ ヒトリ トイチク) (Saigo no ichi-ri toichi-wa (saigo no hitori toichiku)) - 181. 決戦ノ嵩天 (Kessen no sūten) - 182. 最後ノ願イハ (Saigo no gan iha) - 183. 祝歌 (壱) (Hogiuta (ichi)) - 184. 祝歌 (弐) (Hogiuta (ni)) - 185. 祝歌 (参) (Hogiuta (san)) - 186. 186話 祝歌 (肆) (186 wa shukuka) - 187. キミト、キミタチト、生キテユク (Kimito, kimitachito-sei kiteyuku) |                  |                   |
| 19 | 25 avril 2018    | 978-4-7575-5711-6 |